# Ragnvald Sigurdsson
Ragnvald Sigurdsson (750-815) fue un caudillo vikingo de Noruega, jarl de Huseby, en Lister. Tuvo tres hijos: una hembra, Gunhild Ragvaldsdatter; y dos varones: Olve y Gyrd Ragnvaldsson (otras fuentes omiten a Gyrd). Se le menciona en la saga Heimskringla por casar a su hija Gunhild con el rey de Agder, Harald Granraude que fue asesinado por Gudrød el Cazador de Ningulmark. No hay más registros sobre su vida o actividad posterior, pero fue tatarabuelo del rey Harald I de Noruega.